# Casa Hagi Marcarov
Casa Hagi Marcarov este un monument de arhitectură și istorie din municipiul Bălți. A fost construită la sfârșitul secolului al XIX-lea de președintele autoadministrării locale. Arhitectura clădirii cu două etaje are aspectul exterior influențat de modernul timpuriu, în care se simt reminescențele arhitecturii ruse. Între anii 1936-1938, interioarele au fost adaptate pentru sediul primăriei Bălți de către Etti-Rosa Spirer. A fost construită din cărămidă roșie cu ferestre arcuite, frontoane zimțate, cu un gard forjat. În perioada sovietică aici a funcționat o policlinică. În 1988 clădirea a fost transmisă fabricii de confecții “40 de ani RSSM”, iar din 1993 devine proprietatea fabricii “Bălțeanca”. Astăzi aici este amplasat magazinul de firmă al fabricii.